# 7145 Linzexu
7145 Linzexu eller 1996 LO är en asteroid i huvudbältet som upptäcktes den 7 juni 1996 av Beijing Schmidt CCD Asteroid Program vid Xinglong-observatoriet. Den är uppkallad efter kinesen Lin Zexu.
Asteroiden har en diameter på ungefär 7 kilometer.